# Conspiração de Bielefeld

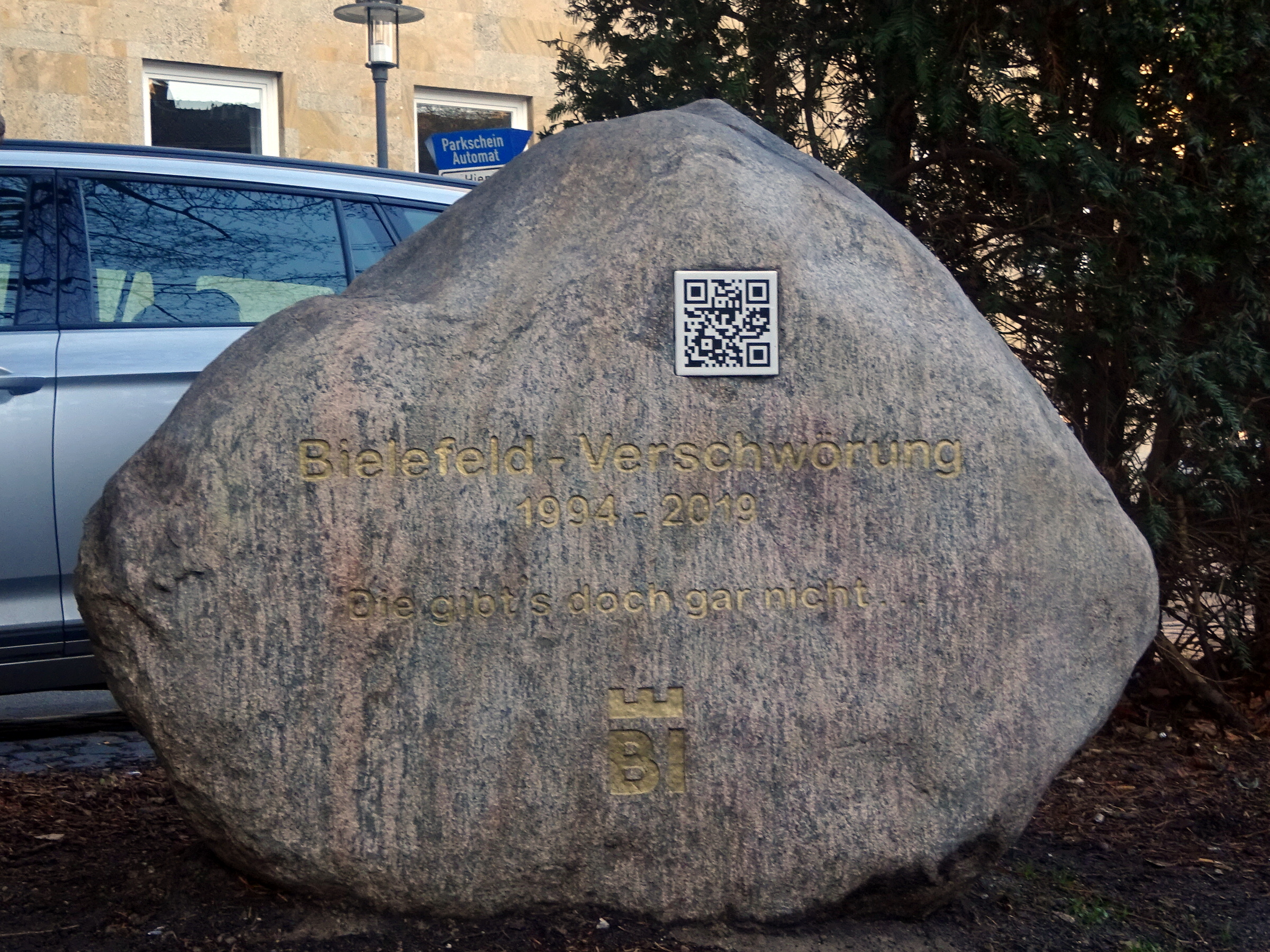
Lápide até ao fim da Conspiração de Bielefeld.

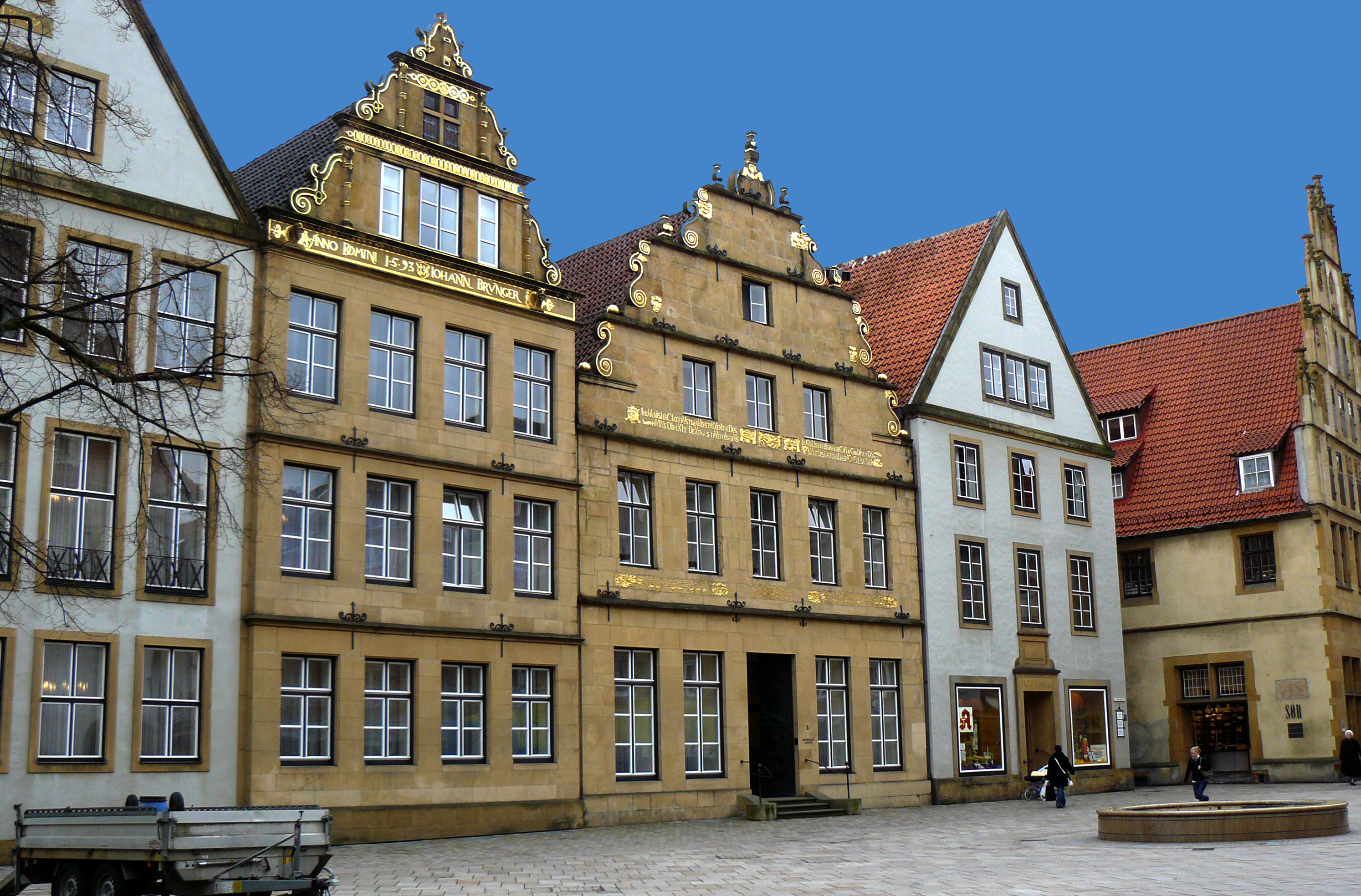
O mercado de Bielefeld. Esta fotografia, e outras provas da existência real de Bielefeld, são satiricamente consideradas como parte da conspiração.

A Conspiração de Bielefeld é uma sátira de teorias da conspiração que originou-se, em 1994, na Usenet alemã. Tal teoria afirma que a cidade de Bielefeld na verdade não existe, e que é uma ilusão propagada por diferentes forças. Originalmente um fenômeno da internet, a conspiração já foi representada no marketing da cidade, e referida pela Chanceler Angela Merkel.

## Sinopse
Reza a história que a cidade de Bielefeld (população de 323 076 de 2011), no estado alemão de Renânia do Norte-Vestfália, na verdade não existe. Ao invés disto, a sua existência é meramente propagada por uma entidade conhecida apenas como ELES (SIE em alemão), que tem conspirado com as autoridades para criar a ilusão da existência da cidade.
A teoria postula três perguntas:
1. Conheces alguém de Bielefeld?
2. Já foste a Bielefeld?
3. Conheces alguém que já tenha ido a Bielefeld?

Espera-se que a maioria das pessoas responda 'não' para todas as três perguntas. Qualquer pessoa que tenha algum conhecimento é acusada de ser parte da conspiração ou estar enganada pela conspiração.
As origens e razões para esta conspiração não são uma parte canônica da teoria. Especulações de brincadeira sobre os propagadores da ilusão da existência da cidade incluem a CIA, a Mossad, ou alienígenas que usam Universidade de Bielefeld como um disfarce para a sua nave espacial.

## Outras versões
- No Brasil, anedota similar faz referência à não-existência do estado do Acre[6]
- Na Itália, a região do Molise tem o mesmo papel de Bielefeld. Pelo Molise ter sido habitação de vários homens políticos, implica-se que eles podem estar envolvidos na conspiração.[7]
- Na Índia, assume-se que a cidade de Jhumri Talaiya não existe. Essa cidade fazia um número desproporcional de pedidos de música para Vividh Bharati, uma rádio estatal popular, e isso levou a muitos acreditarem que a cidade foi inventada pela Vividh Bharati e o governo indiano.[8]
- No Chile, a anedota é com a cidade de Rancagua.[9]
- No México, o jornal satírico mexicano El Ruinaversal fez a piada com o estado de Tlaxcala.[10]
- Em Portugal, a anedota surgiu em algumas páginas satiricas na Internet, tal como o Reddit ou a Desciclopédia, e é feita com a cidade de Portalegre, por esta ser a única capital de distrito alentejana onde o PCP nunca ganhou eleições e por isso seria uma conspiração dos restantes partidos para ganhar votos. Também é feita com a cidade e distrito de Leiria, depois de não ter aparecido numa atualização do jogo Euro Truck Simulator 2.